# Fahrenhaidt
Fahrenhaidt – niemiecki zespół, działający od 2014 roku, którego członkami są Erik Macholl i Andreas John. Ich muzyka określana jest jako „modern nature-Pop”.

## Kariera
Duet tworzył dla wielu artystów, zanim założyli zespół, m.in. Yvonne Catterfield, No Angels, Howarda Carpendale’a, The Baseballs, Cassandry Steen i Betty Dittrich, pod nazwą JMC Music.
29 stycznia 2015 roku wypuścili swój pierwszy singiel we współpracy z duńską piosenkarką Amandą Pedersen, zatytułowany Frozen Silence. Tydzień później, 6 lutego, opublikowali swój pierwszy album, The Book of Nature. Piosenki były śpiewane przez wielu artystów, takich jak kanadyjska piosenkarka Alice Merton i zwyciężczyni Eurowizji 2013 Emmelie de Forest.
Duet wziął udział w preselekcjach do reprezentowania Niemiec w Konkursie Piosenki Eurowizji w 2015 roku odbywającym się w Wiedniu. Wcześniej stworzyli piosenkę „Disappear” dla Niemiec na Eurowizję w 2008 roku. Dwie piosenki, które wybrali to Frozen Silence and Mother Earth. Zostali wyeliminowani w pierwszej rundzie.
Ich drugi singiel, Lights Will Guide Me, został użyty do kampanii internetowej gry Echo of Soul.

## Dyskografia

### Albumy
| Rok  | Tytuł                                                  | Pozycje na listach przebojów | Pozycje na listach przebojów | Pozycje na listach przebojów |
| ---- | ------------------------------------------------------ | ---------------------------- | ---------------------------- | ---------------------------- |
| Rok  | Tytuł                                                  | DEU                          | AUT                          | CHE                          |
| 2015 | The Book of Nature - Wytwórnia: Electrola - Format: CD | 17                           | 55                           | 89                           |
| 2016 | Home Under the Sky - Wytwórnia: Electrola - Format: CD | 36                           | –                            | –                            |